# Ion Alecsandrescu
Ion Alecsandrescu (né le 17 juillet 1928 à Copăceni en Roumanie et mort le 21 juin 2000) était un joueur international de football et un dirigeant sportif roumain.

## Biographie

### Joueur
Alecsandrescu joue durant sa carrière en club entre 1947 et 1962 pour le Juventus Bucarest, pour le géant roumain du FC Steaua Bucarest, pour le CA Câmpulung Moldovenesc ainsi que l'Olimpia Bucarest.
Il est connu pour avoir été meilleur buteur de la Divizia A avec 18 buts en seulement 22 matchs, en 1956.
Alecsandrescu a en tout remporté cinq championnats et une coupe de Roumanie, tout avec le Steaua Bucarest et joue cinq fois en sélection avec l'équipe de Roumanie entre 1956 et 1959.

### Présidence
Il est le président du Steaua Bucarest durant la période dorée du club, notamment entre 1985 et 1989. Il était surnommé Sfinxul (Le Sphinx) et a été récemment nommé Homme du siècle du Steaua Bucarest.